# Río Pascua
Pour les articles homonymes, voir Pascua.
 (janvier 2019).
Le río Pascua, est un fleuve chilien situé dans la province de Capitán Prat de la région Aisén del General Carlos Ibáñez del Campo. Il constitue l'émissaire du lac O'Higgins qu'il relie à l'océan Pacifique.
Malgré sa faible longueur, son bassin versant de 14 760 kilomètres carrés est le septième plus grand du Chili, étant donné surtout l'importance du bassin de drainage du grand lac dont il est l'émissaire. Par son débit estimé à 700 m3/s, il est le troisième fleuve du Chili.
Le fleuve est d'un accès difficile et encore presque inconnu, à l'inverse d'autres grands cours d'eau du sud chilien, tels le río Palena ou le río Baker. Cependant, son potentiel hydraulique estimé à 1.830 MW est le plus élevé du Chili.

## Histoire
Le río Pascua fut découvert par l'explorateur allemand Hans Steffen en 1898 aux environs de la date des fêtes de Pâques, d'où son nom. À cette époque en effet, près d'un siècle après la proclamation de l'indépendance des pays d'Amérique latine, les régions du sud de la Patagonie étaient encore une vaste « Terra incognita ».

## Géographie
Le río Pascua naît dans le bras nord-ouest du lac O'Higgins sous la forme d'un large torrent, dans une zone entourée de montagnes de plus de 1 000 mètres d'altitude, lesquelles possèdent de nombreux cours d'eau encaissés déversant leurs eaux dans le lac ou dans le lit du fleuve.
Le fleuve tumultueux coule à grande vitesse, formant divers rapides ; il va même jusqu'à former une cascade juste en amont du lac Chico situé sur son cours. À la sortie de ce petit lac, et après avoir formé une nouvelle cascade, le fleuve continue sa course sans ralentir, ce qui interdit absolument tout type de navigation sur ses eaux. Le río Quiroz, né au départ du glacier homonyme, conflue en rive gauche, à la suite de quoi il débouche dans une vallée large de plus ou moins dix kilomètres, permettant le déploiement de larges méandres et aussi de quelques zones marécageuses et tourbeuses.
Après un parcours de 67 kilomètres, le río Pascua finit par former un large delta dont les eaux débouchent dans le fjord Calén, après une dernière zone de rapides.

## Faune
Son bassin versant est probablement un des lieux ayant la plus grande population de huemuls (cervidés) du Chili, spécialement dans sa partie haute, lieu retenu en priorité par la Conama chilienne pour la conservation de la biodiversité.

## Sport
Le río Pascua est considéré comme l'un des cours d'eau les plus difficiles mais à la fois attirants pour la navigation en kayak, et ce, sur le plan mondial. Cependant, il est actuellement rarement visité dans ce but étant donné son manque d'accessibilité.

## Projets hydroélectriques
Grâce à son important débit et à sa forte déclivité, le río Pascua a un potentiel hydroélectrique de grande importance. La société Endesa Chile a établi des plans de construction de centrales hydroélectriques le long du lit du fleuve mais ceux-ci ont suscité un rejet immédiat de la part de la population, des autorités gouvernementales et des organisations écologistes chiliennes, étant donné l'impact environnemental que cela engendrerait dans la région.